# Поясани
Поясани; Белтери — терміни, які використовуються для позначення людей, котрі народилися в поясі астероїдів або на супутниках зовнішніх планет. У принизливому сенсі їх також називають «худими» — через фізіологічні зміни внаслідок дорослішання та життя в умовах низької гравітації.

## Опис
Згідно з даними Організації Об'єднаних Націй, 50 мільйонів людей живуть у скелях і середовищах існування за межами Землі та Марса. Згідно збирачів інформації, які живуть в поясі астероїдів, кількість сягає ста мільйонів. Вони є пригнобленим і недовірливим робітничим класом, який забезпечує ресурсами Землю та Марс. Це відбувається через видобуток корисних копалин та інші робочі об'єкти, побудовані на астероїдах. Хоча це слабша, менш організована фракція, вони почали чинити опір силам Землі та Марса. Альянс зовнішніх планет (OPA) був створений, щоб об'єднати Пояс і захистити їхні інтереси. Поясани працюють і проживають у поясі астероїдів між Марсом і Юпітером або супутниками зовнішніх планет, видобуваючи ресурси для жителів Землі та Марса. Белтерів дискримінують; до них відносяться зневажливо, їх вважають громадянами другого сорту. Але вони борються за виживання, на відміну від великої кількості людей на Землі та Марсі.
На початку подій Пояс є протекторатом ООН, Земля виступає заочним власником. Приватний сектор відповідає за правоохоронні органи (Star Helix Security), у той час як доставка води (з дозволу льодових траулерів, таких як Pur'n'Kleen) дозволяється чи перекривається за бажанням або привласнюється злочинними картелями. Нормування води настільки суворе, що вікна будівель поясан вкриті брудом. Як члени класу робітників, які народилися та виросли в поясі астероїдів і колоніях на супутниках зовнішніх планет, белтери проводять життя у віддалених частинах Сонячної системи в пошуках льоду, мінералів і металів, необхідних для підтримки космічних колоній людства. Поясани — це багато різних груп: непокірні колоніальні піддані, комунікаторні працівники — робітники, що приносять прибуток. Але белтери є одним культурним і соціальним гібридом, чужим за своєю зовнішністю та досвідом, але ідентифікованим як маловідомий землянам і марсіанам об'єкт експлуатації. Белтери є надзвичайно віддаленою групою: біологічно та лінгвістично відокремленими від інших людей «Простору», але все ж людьми.
Людей, народжених у Поясі, називають поясанами, і на них дивляться інакше, ніж на тих, хто виріс на внутрішніх планетах Марс і Земля. Людей, які виросли на Марсі та Землі, називають внутрішніми. Поясани також відомі як «худі» через їхню фізіологію, яка змінилася внаслідок дорослішання та життя в умовах низької гравітації. Поясани зазвичай вищі й худіші, ніж ті, що живуть на Землі та Марсі. Вони досягають зросту 2–2,5 метрів та мають крихкі кістки через зростання в умовах низької гравітації. Як наслідок, вони не можуть вижити в умовах земної гравітації протягом довгого часу. Проте поясани відновлюються швидше, ніж земляни після періодів високої G. Через свою адаптацію до середовища з низьким рівнем тяжіння багато поясан залежать від здійснення інтенсивних фізичних вправ і режиму прийому стероїдів для підтримки свого здоров'я, тоді як багато з них страждають від важких генетичних відхилень. Белтери — це експлуатована робоча сила, яка видобуває дорогоцінні ресурси серед Поясу астероїдів, отримуючи за свої зусилля прожитковий мінімум, який часто здобувається у небезпечних для життя обставинах. Перший епізод серіалу «Дульсінея» починається із оповіді вуличного проповідника, який пояснює, що космічна станція «Церера» є золотою жилою для добування природних ресурсів. Але ті, хто проживає всередині поясу, позбавлені базових засобів для виживання. Загалом поясани відчувають сильне почуття ворожості до землян і марсіян. Поясани — це поселенці в порожнечі, чиї стосунки з планетою предків — це не більше ніж економічна експлуатація. Вони мають свою особливу жорстку культуру, символічні татуювання — що позначають спільний досвід, мінімалістичну мову жестів для спілкування у вакуумі, а також власну розмовну мову.
Для белтерів первинним є корабель або станція, а потім слабкоозначена колективна ідентичність «Поясу». Незважаючи на їхню зневагу до «велвала», яка вважалася надто близькою до «іналовда», белтери неодноразово розривають відносини із своєю фракцію або партнерами з «Інших» (на благо Поясу), але лише тоді, коли порушується довіра товаришів. Як це робить Наомі з Марко Інаросом та її відчуженим сином Філіпом.
Сім'я та команда буквально взаємозамінні, не лише з Наомі в її ранньому житті на станції «Паллада», але й із поліаморною сім'єю Драммер, яку знайшли на борту «Деволта» та «Моутенга». Рішення на борту цих кораблів приймалися колективно за погодженням з екіпажем. Незважаючи на те, що сім'я розпадалася, змінювалася і зростала, вона залишалася сім'єю Драммер.
Поясани не можуть перебувати в умовах земної гравітації дуже довго, якщо вони не знаходяться в спеціально розробленому резервуарі для водної суспензії. Поясани також мають подовжені кінцівки та збільшені черепні коробки. Ці фізичні відмінності разом із культурними та мовними відмінностями призводять до того, що багато мешканців Землі та Марса вважають Белтерів нелюдськими та вважають їх громадянами другого сорту — оскільки на перший погляд вони виглядають як відхилення від видових норм людей. з постколоніальної точки зору, де пояс схожий на стан рантьє по відношенню до Землі та Марса. Церера є визначною точкою контакту для видобутку ресурсів, однак навіть мінімум отриманого капіталу не вкладається для покращення умов життя Белтерів. У той час як більшість населення робітничого класу бореться за виживання в жахливій бідності — з доступом до поганої якості повітря та вичерпними запасами води — еліта на Церері живе вдосталь — чисте повітря, прісна вода, відкриті галявини та спів птахів. Замість того, щоб перерозподіляти багатство, можновладці охороняють статус-кво, що неминуче призводить до заворушень на станції Церера,
OPA або Альянс Зовнішніх Планет — це не жорстко пов'язана мережа, члени якої приєдналися або об'єдналися навколо основної спільної ідеологієї. Почала існування як профспілка або група захисту інтересів. Боротьба велася за інтереси жителів Поясу, часто в прямому конфлікті з внутрішніми планетами (Військово-комічний флот земно-марсіанської коаліції). Логотип Альянсу являє собою розділене коло, а різні фракції мають осередки на кожній станції в Поясі, включаючи дві основні станції — «Тіхо» та «Церера». OPA описується по-різному — або як соціально-політичний рух (згідно з людьми, які симпатизують Белтерам), або як терористична мережа — згідно з жителями внутрішніх планетам. Через децентралізовану структуру та діапазон діяльності груп, які претендують на приналежність, обидва описи мають певну фактичну основу. OPA складається з багатьох фракцій або осередків, які об'єднують свої ресурси та ідеї для боротьби за права Белтерів. Протягом усього серіалу поясани постійно зазнають пригнічення з боку людей внутрішніх планет. Однак, коли OPA починає ставати важливою фігурою, і умови для белтерів загалом починають покращуватися — починається ворожнечач із марсіанами та землянами.
Незважаючи на це, Белтери все ще можуть пом'якшити негативні наслідки низької гравітації, зокрема за допомогою фізичних вправ, стероїдів і терапії для підвищення щільності кісткової тканини (процес є досить болючим). Не всі поясани здатні впоратися з цією адаптацією; одна з відомих точок невдачі — під час покращення роботи серцево-судинної системи (переважно серця), оскільки покращений кровотік потрібен для виживання при звичайній для людей гравітації. Це видно на досвіді кілька початкових колоністів-поясан та Наомі Нагати протягом перших двох днів на Ілусі-IV. Поясани, які виконують важку фізичну працю, мають тенденцію бути кремезними та сильними.
Жителі Белта розмовляють белтер-креольською мовою, що є різновидом мов, якими розмовляли первісні поселенці Пояса. Залежно від соціального статусу мовця їх майже неможливо зрозуміти людям, які не є поясанами. Вони також мають різноманітні фізичні жести, яких не знають люди з внутрішніх планет — через потребу в невербальному спілкуванні під час виходу у відкритий космос. Фізичні аномалії також є наслідками умов праці поясан, результатом труднощів народження та зростання в робочому середовищі з низькою гравітацією. Відокремлення Белтерів від земного суспільства відбувається не лише законом, а й біологією. На відміну від людей, які виросли в середовищі з високою гравітацією, Белтери не можуть вижити на Землі довше короткого періоду часу. У межах «The Expanse» важко уявити Белтерів поза економічною системою, в якій вони існують.
Через вплив на людський організм умов низької гравітації поясани відчувають великі труднощі з нормальною, здоровою вагітністю. М'язи живота та матки атрофуються в умовах низької гравітації, що робить пологи дуже тривалим, болісним і небезпечним процесом. Коли це можливо, жінки-поясанки переміщаються на станцію «Ceres», де обертова гравітація забезпечує більш передбачувану вагітність і пологи. Станцію «Ганімед» поясани називають бажаним місцем для пологів — через високу кількість медичних наукових професіоналів — як поясан так і з зовнішніх планет.